# Procissão do Senhor dos Passos
A Procissão do Senhor Jesus dos Passos de Florianópolis, mais conhecida como Procissão do Senhor dos Passos, é uma tradição católica que acontece em Florianópolis na terceira semana da Quaresma, 15 dias antes da Páscoa. Com mais de 250 anos, é a mais antiga celebração religiosa do tipo em Florianópolis e é considerada uma das mais tradicionais procissões do país, sendo considerada Patrimônio Imaterial do Brasil, reunindo mais de 60 mil pessoas em suas últimas edições.

## História

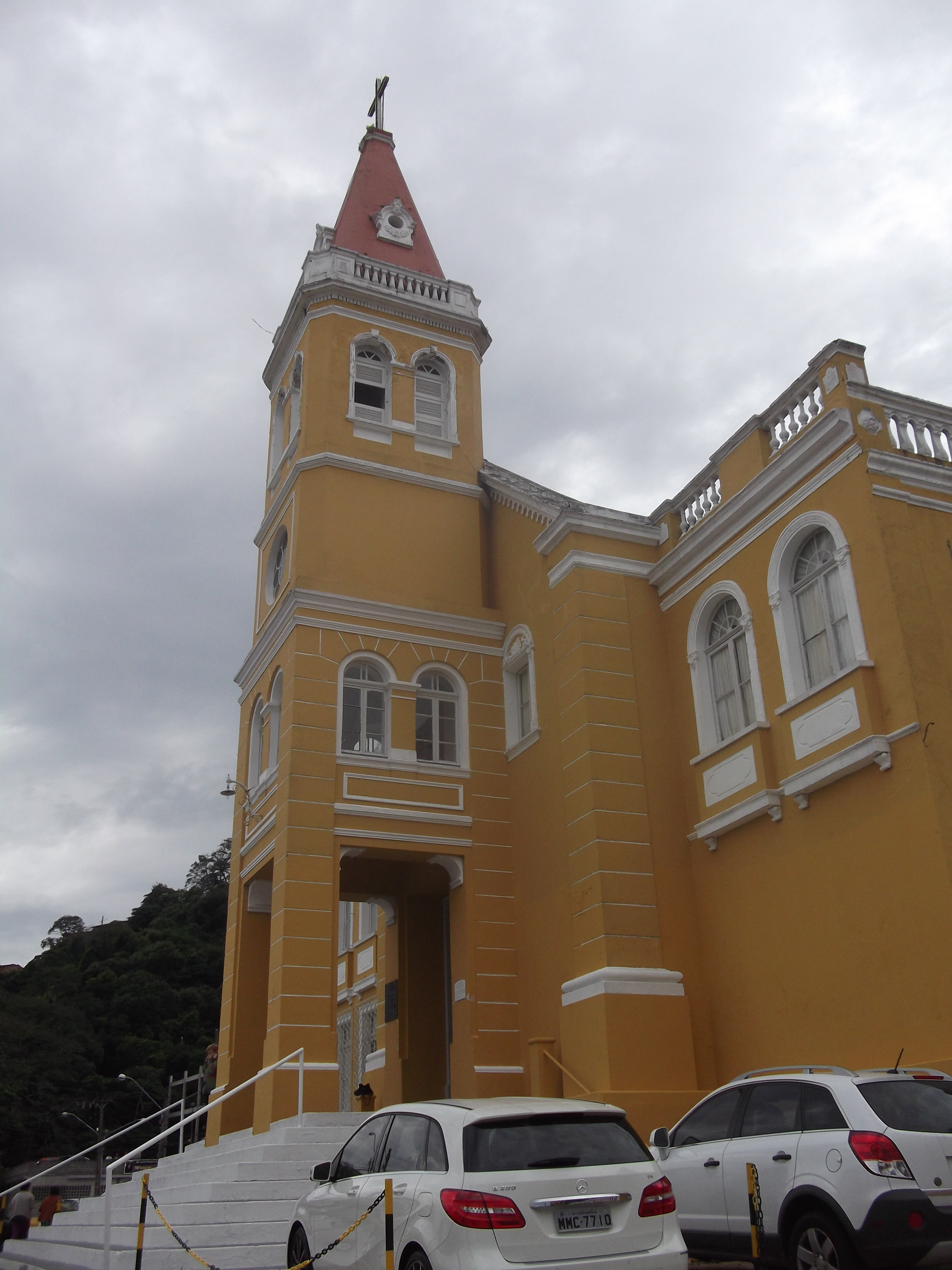
Capela Menino Deus, onde fica a imagem do Senhor dos Passos.

Uma imagem de Nosso Senhor dos Passos chegou de barco na então vila de Nossa Senhora do Desterro em 1764, vinda da Bahia. O barco pretendia levar a imagem a Rio Grande, mas não conseguia seguir viagem e sempre era obrigado a voltar a Desterro, o que fez com que o capitão interpretasse que era vontade divina era de que a imagem permanecesse na vila. Ele então entrou em acordo com os moradores locais, recebendo pelo transporte da imagem um valor não documentado. Atualmente a imagem fica na Capela Menino Deus, que fica no Hospital de Caridade de Florianópolis.
Em 1765, foi criada a Irmandade do Senhor Jesus dos Passos, para proteger a recém-chegada imagem e cultuar seu padroeiro. Durante a Semana Santa de 1766, seguindo a tradição açoriana, a Imagem foi levada pela primeira vez em procissão pelas ruas do Desterro. Em 1783, a Irmandade incumbiu duas irmãs com a missão de vestir a imagem do Senhor dos Passos, na véspera da procissão. Esse ritual de preparo deu origem à cerimônia de lavação. Também neste ano a Irmandade recebeu a doação da imagem de Nossa Senhora das Dores.

## O ritual
A Procissão do Senhor dos Passos acontece na terceira semana da Quaresma. É um ritual que não inclui apenas a procissão em si. O trajeto reproduz os momentos finais da vida de Jesus Cristo, como o encontro entre mãe e filho a caminho do Calvário, que na procissão são representados pelas imagens do Senhor dos Passos  e de Nossa Senhora das Dores, que é o ápice da caminhada. 
Antes da procissão em si, uma sequência de eventos tradicionais acontecem. Na manhã de quinta-feira, acontece a Lavação da imagem do Senhor Jesus dos Passos - cuja água resultante é considerada milagrosa e curativa para fiéis - e a Missa dos Enfermos. No sábado ocorre a Transladação das Imagens do Senhor Jesus dos Passos e de Nossa Senhora das Dores, da Capela do Menino Deus, até a Catedral Metropolitana, até o domingo, com a procissão do encontro, que vai da Catedral de volta a Capela.